# 中村魁春 (2代目)
二代目 中村 魁春（なかむら かいしゅん、1948年〈昭和23年〉1月1日 - ）は、歌舞伎役者。屋号は加賀屋。定紋は梅八つ藤。歌舞伎名跡「中村魁春」の当代。女形。本名は平野 豊栄（ひらの とよひで）。神奈川県出身。兄に四代目中村梅玉がいる。
暁星高等学校中退。伝統歌舞伎保存会会員。日本俳優協会常任理事（2022年7月1日現在）。

## 来歴
1948年〈昭和23年〉、神奈川県に生まれる。兄（現・四代目中村梅玉）とともにおじにあたる六代目中村歌右衛門の芸養子となり、1956年〈昭和31年〉1月、歌舞伎座『蜘蛛拍子舞』の翫才で二代目加賀屋橋之助を襲名して初舞台。1961年〈昭和36年〉、ソ連公演に参加。1967年〈昭和42年〉4月・5月、歌舞伎座『絵本太功記』十段目（太十）の初菊・『妹背山婦女庭訓』「吉野川」の雛鳥・『仮名手本忠臣蔵』九段目の小浪ほかで五代目中村松江を襲名。
2001年〈平成13年）芸養父・歌右衛門死去翌年の2002年〈平成14年〉4月、歌舞伎座『忍夜恋曲者』（将門）の滝夜叉姫・『本朝廿四孝』の八重垣姫で、歌右衛門が俳名としていた「魁春」を名跡として二代目中村魁春を襲名。
2025年〈令和7年〉3月1日、日本芸術院の会員に選出される。

## 受賞
- 1974年（昭和49年）- 重要無形文化財保持者（総合認定）
- 1980年（昭和55年）- 『貞操花鳥羽恋塚』（鳥羽恋塚）の待宵の侍従で国立劇場奨励賞
- 1984年（昭和59年）- 『大経師昔暦』（おさん茂兵衛）のお玉で国立劇場優秀賞
- 1988年（昭和63年）-『妹背山婦女庭訓』「吉野川」の雛鳥で松竹社長賞
- 1992年（平成4年）- 日本芸術院賞、『廓文章』（吉田屋）の夕霧で国立劇場優秀賞
- 1993年（平成5年）- 第12回真山青果賞奨励賞、『国姓爺合戦』の錦祥女で国立劇場奨励賞
- 1994年（平成6年）-『菅原伝授手習鑑』「寺子屋」で名古屋演劇ペンクラブ年間賞
- 1998年（平成10年）-『佐倉義民伝』のおさんで国立劇場優秀賞
- 2008年（平成20年）- 紫綬褒章[2][6]